# Резала (Србица)
Резала (алб. Rezallë) је насеље у општини Србица, Косово и Метохија, Република Србија.

## Становништво
Према истраживању академика Атанасија Урошевића у периоду 1934—1937. године у Резали је било 14 родова са 98 кућа поарбанашених Срба.
| Демографија | Демографија | Демографија |
| Година      | Становника  | Становника  |
| ----------- | ----------- | ----------- |